# Kriegsgräberstätte Ostbevern

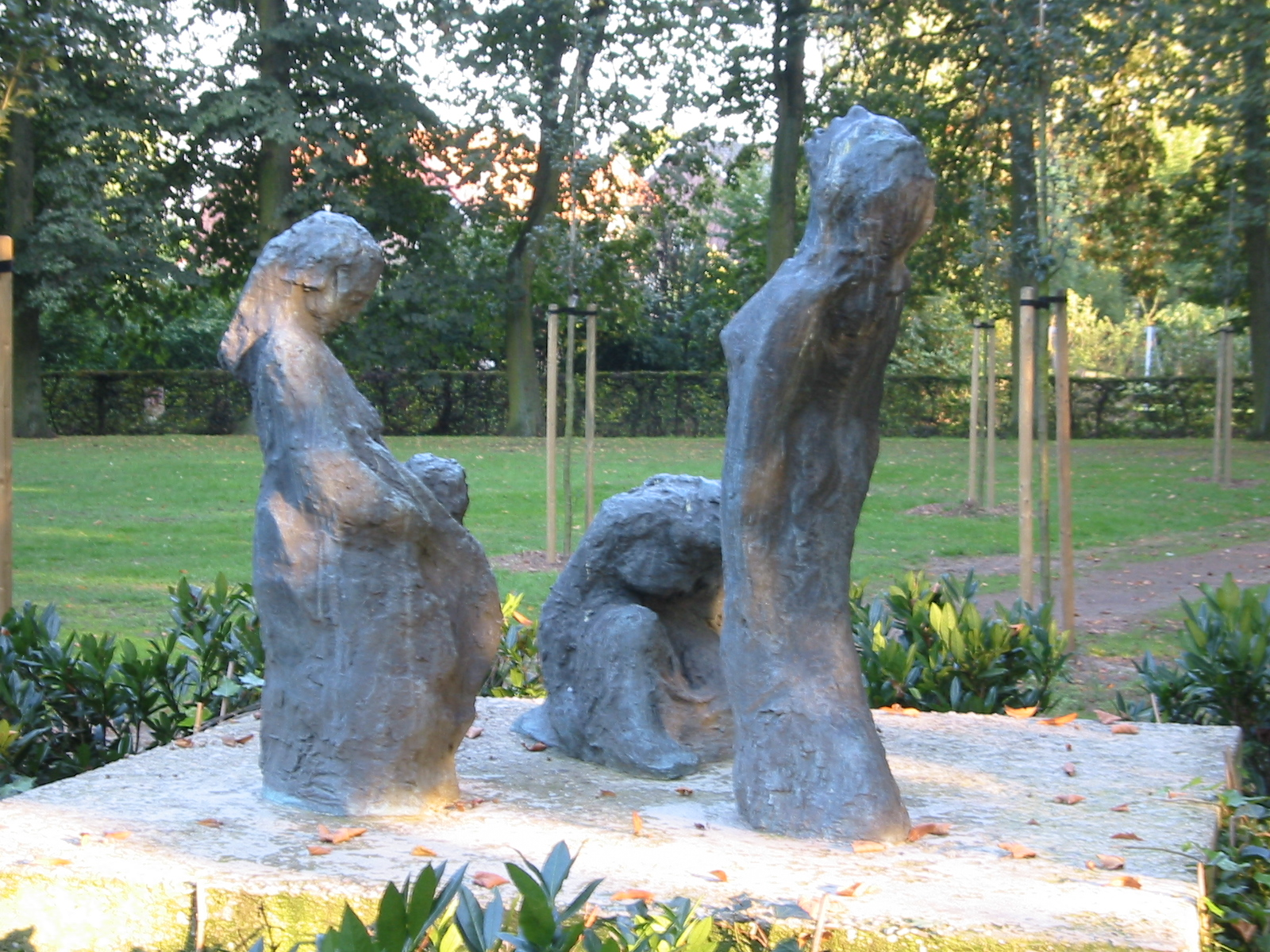
Drei trauernde Frauen – Skulptur über dem Massengrab (Theo Schäfer, 1976)

Die Kriegsgräberstätte Ostbevern ist ein Massengrab, das kurz vor Ende des Zweiten Weltkriegs in Ostbevern angelegt worden ist.

## Grablege
In dem Massengrab auf dem alten Friedhof ruhen 33 Soldaten, die in den Kämpfen um Ostbevern in der Nacht vom 3. auf den 4. April 1945 ums Leben kamen. 28 sind mit Namen versehen, fünf unbekannt. Unter ihnen waren zwei Ungarn und ein Pole, die übrigen waren von deutscher Nationalität. Die Stele ist mit einem Eisernen Kreuz geschmückt und mit folgendem Epitaph versehen: 

„Hier ruhen die am 3. und 4. April 1945 in Ostbevern Gefallenen“

### Namen
Am 3. bzw. 4. April 1945 starben bei Ostbevern
Karl Baatz, *1910 in Alten,
Karl Heinz Böhm, *1927 in Löhne,
Hubert Bömer, *1927 in Hembsen,
Helmut Dederichs, *1925 in Zingsheim,
Eugen Dreier, *1926 in Hagen,
Josef Drüge, *1927 in Drensteinfurt,
Ludwig Fissenewert, *1904 in Gütersloh,
Günther Grürmann, *1926 in Elberfeld,
Wilhelm Knisspel, *1916 in Flatow,
Janos Kovanczc, *1920 in Csákvár,
Wilhelm Kühle, *1902 in Remlingen,
Richard Lang, *1920 in Watzenborn,
Stanislas Mysza, *1906 in Gruszowiec,
Hubert Pollkläsner, *1926 in Hövelhof,
Reinhold Riedel, *1927 in Gelsenkirchen,
Helmut Schreiber, *1928 in Dortmund,
Günther Siedenbiedel, *1928 in Herne,
Hermann Steffes, *1896 in Köln,
Karl Stracke, *1900 in Hagen,
Alexander Szelenyi, *1923 in Veszprém,
Wilhelm von der Linden, *1927 in Oberhausen,
Berhold Weber, *1927 in Garstedt,
Alfred Wilhelm, *1928 in Bochum,
sowie fünf unbekannte Personen.
Der bei den Kämpfen ebenfalls getötete Franz Berlage (* 3. Dezember 1898 in Greven, † 3. April 1945 in Ostbevern) wurde nur wenige Tage separat in dem Massengrab beigesetzt. Bereits am 12. April wurde die Leiche exhumiert und auf Veranlassung seiner Witwe am 15. April auf dem Friedhof in Sassenberg in einem Soldatengrab beigesetzt. Zudem waren noch zwei getötete Zivilisten zu beklagen: Willi Höggemann und der Lehrling Krimphoff aus Beelen, die ebenfalls nicht im Massengrab beigesetzt wurden.

## Vorgeschichte
Mit dem Bau des Fliegerhorst Handorf und aufgrund der Nähe zu Münster war auch eine Scheinwerfer- und Geschützstellung in der Handkenheide installiert worden. Als ab 1943 die alliierten Bomberverbände neben Städten auch Flugplätze bombardierten, wurden die Flakstellungen Telgte und Dorbaum, die als Sicherung des Flugplatzes Handorf dienten, im Januar 1944 um eine Flak-Doppelbatterie in Westbevern, die am Dorfrand links und rechts des Weges nach Ostbevern errichtet wurden, und in Ostbevern in der Hankenheide, wurde die Rad-Abt. 5/163 in die schwere 6. und 7./324 Flugbatterie umgewandelt und mit 8,8-cm-FlaK 18/36/37 ausgerüstet und der 22. Flak-Division unterstellt waren. In Westbevern wurden die acht Kanonen mit einem Funkmessgerät zur Großbatterie erweitert; in Ostbevern standen zwei schwere Flakgeschütze. (Diese Betonsockel sollten nach dem Krieg im Rahmen der Entmilitarisierung gesprengt werden. Da zu diesem Zeitpunkt die Baracken als Flüchtlingsunterkunft genutzt wurden, wurde schließlich nur eine gesprengt, die andere ist bis heute erhalten: 52° 3′ 6,3″ N, 7° 50′ 0″ O.) Sie bildeten Luftabwehr-Ring um den Nachtjagd-Einsatzhafen der Luftwaffe in Dorbaum. Beim Luftangriff auf Münster am 10. Oktober 1943 konnte diese zwei Boeing B-17 über Ostbevern, beim Kloster Rengering, abschießen. Am 12. September 1944 wurde eine Handley Page Halifax der Royal Air Force durch die Flakstellung in Westbevern über derselben Gegend zum Absturz gebracht.  Am 19. Februar 1945 schlug eine ferngelenkte Fieseler Fi 103 in die gefluteten Beverwiesen in unmittelbarer Nähe der Volksschule ein und verletzte zahlreiche Schulkinder durch die Glassplitter der zerborstenen Fensterscheiben. Seit dem Frühjahr 1944 begannen infolge der alliierten Luftüberlegenheit die Tieffliegerangriffe auf Infrastruktur und Verkehrswege. Ein besonderes Ziel war die Bahnlinie Münster-Osnabrück. Dabei bildete Brock-Ostbevern ein Hauptangriffsziel. Der erste Angriff erfolgte am 22. April 1944, wobei ein Reichsbahnangehöriger verwundet wurde. Dabei war es das Ziel der alliierten Piloten, die wertvollen Lokomotiven durch gezieltes MG-Feuer in den Kessel auszuschalten. Im Herbst 1944 starben dabei ein Lokführer und ein Bahnmitarbeiter. Zum Schutz davor begann man, den Zügen Waggons mit Flak anzuhängen. So konnte 1944 ein US-Bomber abgeschossen werden.
Das Näherrücken der Front hatte sich bereits in der Karwoche 1945 angekündigt, als Gefangenenkolonnen und später Truppentransporte in west-östlicher Richtung die Straßen des Ortes blockierten. Auf Anweisung des Ortsgruppenleiters wurde vom Volkssturm eine Panzersperre an der Beverbrücke errichtet, da man Feindtruppen aus Richtung Telgte erwartete. Über Ostern richteten sich mehrfach verschiedene Kampftruppen in Ostbevern ein, die jedoch alle schließlich weiterzogen; nach der Einnahme Münsters war Ostbevern die Rückzugslinie nach Osten geworden. Am 31. März 1945 war die Stadt Greven von britischen, kanadischen Truppen besetzt worden. Am 1. April gelangten auch Nienberge und Hiltrup in alliierte Hand. Am Abend des 2. April 1945, Ostermontag, endete mit dem Einzug amerikanischer und britischer Panzertruppen und Fallschirmjäger der Zweite Weltkrieg für Münster. Am selben Tag wurde Ostbevern den anrückenden US-amerikanischen Streitkräften, des 36. und 44. Squadron der 11th Cavalry Group (Mechanized) des 11th Armored Cavalry Regiment, übergeben, obwohl der Volkssturm mobilisiert worden war. Damit lag Ostbevern direkt an der Nahtstelle zwischen der englischen und der amerikanischen Front, wodurch der Ruhrkessel geschlossen wurde. Entsprechend vorsichtig agierten die US-Amerikaner in Ostbevern, da die alliierten Verbündeten nicht beschossen werden sollten, und zogen, begleitet von Infanterie, Panzern und Jagdpanzern des 771th Tank Destroyer Battalion, zunächst in den Ort ein. Die Einheit wurde im Januar 1945 auf die M36 umgerüstet und überquerten ab dem 31. März den Rhein. Anfang April zog sie nach Greven und dann am 2. April nach Ostbevern. Aber sie wurden durch Schüsse aus dem Dorf und den nahe gelegenen Wäldern aufgehalten. Am 3. April griffen sie Ostbevern zur Unterstützung des 36. Kavalleriegeschwaders an und errichteten Straßensperren und einen Kommandoposten. Viele Familien hatten vorsorglich das Dorf verlassen und quartierten sich in den umgebenden Bauerschaften ein. Deutsche Truppentransporte mischten sich ab Karfreitag verstärkt unter die vielen Menschen, die sich auf der Flucht befanden. An der Straße nach Telgte sowie zum Bahnhof stehen Geschütze. Am Ostermontag, 2. April 1945, passierten wieder viele deutsche Soldaten das Dorf. Gegen 19 Uhr seien dann die ersten amerikanischen Panzer gesehen worden. Noch am selben Abend übergab Amtsrentmeister Heinrich Reckermann gegen 22 Uhr in Begleitung einiger Bürger das Dorf einer Aufklärungseinheit der amerikanischen Streitkräfte den Ort, da der Amtsbürgermeister Wilhelm Haase verschwunden war. Bei einer solchen Übergabe sichert die eine Seite zu, keinen Widerstand zu leisten und die andere Seite sichert zu, dass gegen den Ort keine Repressalien erfolgen. Trotz der Übergabe blieben heftige Kämpfe zwischen Deutschen und Amerikanern nicht aus. Als die Sicherungstruppen auf dem Rückzug durch die Nahtstelle über den Flugplatz Münster-Handorf nach Osten durchstoßen wollten, kam es noch am folgenden Tag zu blutigen Kampfhandlungen, die sich besonders in der Nacht vom 3. auf den 4. April 1945 steigerten.

## Gefecht vom 4. April 1945
In der Volksschule waren ca. 170 rekonvaleszente ungarische Soldaten einquartiert, die aus einem aufgelösten Lazarett kamen; einer davon war Sándor Kónya. Die Einheit bzw. die Einheiten konnte nie genau festgestellt werden, allerdings meldete der G-2 Periodic Report des Hauptquartiers der 5th Armored Division vom 3. April 1945 die Gefangennahme von Ungarn der 5. SS-Panzer-Division „Wiking“, wobei unklar blieb, ob sie dieser Einheit angehörte oder nur von dieser Einheit aus Ungarn evakuiert wurden. Nach der Einnahme von Ostbevern näherten sich über Handorf zwei Züge der deutschen Infanterie-Nachrichten-Ersatz- und Ausbildungs-Kompanie des Grenadier-Ersatz-Regiment 211 unter dem Kommando von Major Hermann Steffes dem Ort. Diese Einheit unterstand der Division Nr. 476 in Haltern. Der Zug bestand aus sieben Jagdpanzer 38, einem Munitionsträger, einem Sanitätsfahrzeug und zwei Kübelwagen und Infanteristen, vorwiegend 17- bis 18-jährigen Rekruten. Da in Telgte die Emsbrücke gesprengt war, nahm man den Weg über Haus Langen und Westbevern, wo sich am Ortsausgang noch eine Flakstellung befand. So gelangte der Zug zunächst unbemerkt vom Feind in den Lehmbrock von Ostbevern. Hier versuchte man den Ort über die Dorfbauerschaft zu umgehen, um schließlich in den Teutoburger Wald zu entkommen. Dort sollte eine Auffangstellung gebildet werden. Bei der Gelegenheit wurde auch noch die Flakstellung in der Handkenheide evakuiert. Gegen 3 Uhr begann der Vorstoß der noch verbleibenden Resttruppe mit noch fünf Jagdpanzern, einem Lkw und zwei Kommandofahrzeugen über den Grevener Damm in Richtung des Dorfes. Ein erster Beschuss der Deutschen erfolgte am Sportplatz, ein weiteres Gefecht entstand an der Hauptstraße an der Ausfahrt nach Glandorf. Dann versuchte der Verband nördlich, durch die Dorfbauerschaft und Loburg, zu den Durchbruch zu erzwingen. Vor allem in der Nacht zwischen drei Uhr und sieben Uhr morgens kam es dabei zu schweren Gefechten mit amerikanischen Panzern vom Typ M24 Chaffee, M10 Wolverine und M36 Jackson. Auch kam es zwischen der Kirche und Friedhof zum Straßen- und Häuserkampf, bei dem auch ungarische Soldaten eingriffen. Das Unternehmen scheiterte vor allem am Treibstoffmangel, sodass viele Fahrzeuge aufgegeben werden mussten. Auf amerikanischer Seite sind acht Fahrzeuge liegen geblieben. Über die Zahl der deutschen Gefallenen gibt es widersprüchliche Angaben: In den "After Action Reports" des National Archives nennt ein Report 78 Tote und 781 Gefangene, ein anderer Bericht nennt 130 Tote und 509 Gefangene. Über die Anzahl der getöteten und verwundeten Amerikaner gibt es keine Angaben, weil es keine Register über Verluste in Verbindung mit dem Kampfplatz Ostbevern in den Archiven gibt. Die US-amerikanischen Truppen zogen sich daraufhin nach Süden zurück. Ursprünglich war geplant, dass Ostbevern nun von der United States Air Force bombardiert werden sollte. Dies dürfte wohl der Tatsache geschuldet worden sein, dass sich entgegen der Zusicherung bei der Übergabe des Ortes nun doch feindliche Soldaten im Ort aufhielten. Es gelang jedoch Frieda Schwarz, die viele Jahre als Anwältin in den USA gelebt hatte, die US-Amerikaner zusammen mit Pfarrer Hoepper und anderen Honoratioren des Ortes zu überzeugen, dass der Angriff keinen Wortbruch darstellte und dass Ostbevern nichts damit zu tun hätte. – Solche Vergeltungsaktionen waren nicht unüblich, wie z. B. Sögel im Emsland zeigt. – Daher verzichtete man auf Vergeltungsmaßnahmen. Der „Frieda-Schwarz-Weg“ ist ihr zu Ehren in Ostbevern benannt worden. Die toten Amerikaner wurden im Netherlands American Cemetery and Memorial beigesetzt, da die American Battle Monuments Commission eine Beisetzung ihrer Toten in „deutschem Boden“ untersagte. Die Gefallenen der Kämpfe auf Seiten der Wehrmacht wurden, auf Anweisung der Besatzungsmacht, daraufhin von Schülern unter Führung des Volksschullehrers Georg Kammer in einem Granattrichter auf dem alten Friedhof verscharrt. 1976 entstand hier ein Kriegsmahnmal, in welches auch das Kriegerdenkmal des Ersten Weltkriegs integriert wurde. 2003 wurde ein polnischer Kriegstoter vom neuen Friedhof hierher umgebettet. 2004 wurde die Anlage neu gestaltet.

## 771st Tank Destroyer Battalion
„A counterattack by a small force of self-propelled guns and about 200 infantry in a attempt to break out from a pocket in which they had been trapped east of Munster resulted in a loss of the enemy of the 6 SP guns, 1 Mark IV Ammo Carrier, 2 Staff Cars, 3 Multiple-barrelled AA Guns, 27 Killed and 50 PWs for all of which Company A was responsible. The advance along the flank took the Battalion through Greven, Ostbevern, Melle, Lubbecke, Minden, Meerbeeck, Niederworren, Wunstorf, Ricklingen and Oberende, where the Battalion halted for two days on 10 April 1945 for repairs after nine day' continuous movement.“

„On morning of 2. April Co A moved without incident to GREVEN and crossed bridge over EMS Canal. Lost one (1) M-36 with burned-out clutch. Upon approaching OSTBEVERN, their column was halter by fire coming from woods in vic of and from ordered to dig in on the outskirtes of the town of OSTBEVERN. Units concerned (including Co.A) were ordered to dig in on the outskirts of town and remain there during the night of 2. April and early morning of the 3. April. On the morning 3. April the 36th Cav Sq supported by Co.A assaulted the town swept in clear of the enemy. Road blocks were then placed by Co.A and Cav units the cover all possible entrances into the town. During the afternoon of 3 April, Cav GP Hq had moved into town and established CF. On 4. April at 0100, a number of German foot troops attempted a break-thru from the N(orth) and W(est) entrances to the town. Fire was withheld by Cav and TD (Tank Destroyer) units because both units were expecting their supply trains, enrooted from GREVEN to OSTBEVERN, and the German SP's  (Suspicious Person) were thought to be part of this trains. Fire was witheld because positive indemnification could not be made. One M-36 […] was destroyed by enemy fire. Fire was found to become from a wooded area near LEHRNBROCK and WESTBEVERN. Another M-36 was also hit by bazooka […] but not destroyed or rendered  unserviceable. CO. A. expended 15 rds HE 90mm and succeeded in destroying the following.
- 6---  75 mm (German TD)SP
- 1---  Mark IV Chassis Ammo Carrier
- 2---  Staff Cars
- 3---  Muliple Barrel AA Guns
- 27--- German solders killed and 50 PWs (Prisoner of War) taken.

Co.B during this period had continued in support of 44th Cav Sq in screening of XIII Corps left flank. They were covering an area as far east es GLANDORF. One (1) M-36 was lost from enemy bazooka fire which landed inside the turret. Co B captured one (1) enemy half track and 40 PWs.  Bn Cp was open in conjunction with 36th Cav Sq set up perimeter defence of town of OSTBEVERN. Every road entrance was blocked with tanks and TD's. At 2000 on 4. April oder’s war received that BN was to be prepared to move the following morning at 1000 hrs to vic MELLE.“

## Übersetzung
Am Morgen des 2. April zog die A. Kompanie ohne Zwischenfälle nach GREVEN und überquerte die Brücke über den Dortmund-Ems-Kanal. Dabei verlor einen (1) M-36 mit ausgebrannter Kupplung. Als sie sich OSTBEVERN näherten, wurde ihre Kolonne durch Feuer aus Wäldern in der Nähe beschossen. So wurde befohlen, sich am Rande des Dorfes OSTBEVERN einzugraben. Die betroffenen Einheiten (einschließlich der A. Kompanie) wurden angewiesen, sich am Rande des Dorfes niederzulassen und dort in der Nacht des 2. April und am frühen Morgen des 3. April zu verbleiben. Am Morgen des 3. April griff die A. Kompanie unterstützte 36. Kavalleriegeschwader den Ort an und säuberte sie vom Feind. An allen Zufahrtsstraßen wurden Sperren errichtet. Am Nachmittag des 3. April wurde das Hauptquartier im Dorf errichtet. Am 4. April um 01:00 Uhr versuchten einige deutsche Fußtruppen einen Durchbruch von den Zufahrtswegen im Norden und Westen. Es wurde kein Feuer von Kavallerieeinheit und Jagdpanzer gegeben, da beide Einheiten ihre Versorgungszüge erwarteten, die von GREVEN nach OSTBEVERN geschickt wurden; die deutschen Einheiten wurden als Teil dieser Züge angesehen. Daher wurde Feuer zurückgehalten, weil keine positive Entscheidung gefällt werden konnte. Ein M-36 […] wurde durch feindliches Feuer zerstört. Es wurde festgestellt, dass Feuer aus einem Waldgebiet in der Nähe von LEHMBROCK und WESTBEVERN kam. Ein weiterer M-36 wurde ebenfalls von einer Panzerfaust getroffen […], aber nicht zerstört oder unbrauchbar gemacht. Die A. Kompanie konnte mit dem 90-mm-Gun M1 folgendes zerstören.
- 6 --- 75 mm (Jagdpanzer 38) SP
- 1 --- Munitionspanzer IV
- 2 --- Kübelwagen
- 3 --- Fliegerfauste
- 27--- Deutsche Soldaten getötet und 50 gefangen genommen.

Die B. Kompanie hatte während dieser Zeit mit Unterstützung des 44. Kavalleriegeschwader nur eine Sicherungsaufgabe auf dem linken Flügel des XIII. Korps zu erfüllen. Sie deckten die Gegend im Osten bei GLANDORF ab. Ein (1) M-36 ging durch feindliches Panzerfaustfeuer verloren, das genau den Turm des Fahrzeuges traf. Die B. Kompanie eroberte ein (1) feindliches Halbkettenfahrzeug und brachte 40 Gefangene ein. Die Bataillonskompanie war in Verbindung mit dem 36. Kavalleriegeschwader mit der Außenverteidigung des Dorfes OSTBEVERN beschäftigt. Jeder Straßeneingang war mit Panzern und Jagdpanzern blockiert. Am 4. April erhielt das Bataillon den Befehl, sich am nächsten Morgen um 1:00 Uhr in Richtung MELLE zu bewegen.